# El Golpe Blanco (Der Weiße Putsch)
El Golpe Blanco (Der Weiße Putsch) ist ein Dokumentarfilm des Studios H&S aus dem Jahr 1975.

## Handlung
Im Jahr 1970 wird Salvador Allende zum Präsidenten von Chile gewählt. Doch es gibt unzufriedene, die die Wahlen zum Parlament am 4. März 1973 nutzen wollen, um ihn mit einem „Weißen Putsch“ zu stürzen. Der US-Geheimdienst CIA wendet etwa 8 Millionen US-Dollar auf, um das Weiterregieren Salvador Allendes zu verhindern. Bei einer 2/3-Mehrheit im Parlament besteht die Möglichkeit, den Präsidenten, durch eine Verfassungsklage seines Amtes zu entheben, was im bisherigen Bestehen der Republik noch nie geschehen ist. Mit dem Geld werden Kandidaten der Reaktion installiert und Maßnahmen unterstützt, die das Wahlbündnis der linken Unidad Popular schwächen sollen. 
Zusätzlich 200.000 US-Dollar erhält auf Empfehlung der CIA die National-Partei, die es in ihren militanten Teil der Jugendorganisation Kommando Rolando Matus (CRM) investiert. In einem Interview bestätigt der Führer der Nationalen Jugend Juan Luis Ossa Bulnes, ein Sohn einer der reichsten Familien der chilenischen Oligarchie, dass er sich als Antikommunisten bezeichnet und seine Organisation bereit ist, das Land zu verändern, wenn die Marxisten erst einmal weggeräumt sind. Für ihn und andere ist es unvorstellbar, dass sie die 2/3-Mehrheit bei den Wahlen nicht erreichen könnten, sie sind sicher, die Volkseinheit zu schlagen. Darauf wartet auch der ehemalige Präsident und Vorgänger Salvador Allendes Eduardo Frei Montalva, der 1964 nur mit der Unterstützung der CIA und der finanziellen Hilfe aus den USA in die Moneda einziehen konnte. Der Reformist Frei wurde durch die USA aufgebaut, um ein weiteres Kuba zu verhindern, denn das unsagbare Elend in Lateinamerika barg zu viel Zündstoff für revolutionäre Ideen. Mit den durch Frei versprochenen und eingeleiteten Reformen wurde das Gesellschaftssystem beibehalten, aber es war für viele Chilenen ein Fortschritt. Nun hofft er auf eine 2/3 Mehrheit im Parlament, um wieder in die Moneda zurückkehren zu können. Allende rechnet dagegen mit 40 Prozent für die Kandidaten der Unidad Popular.
Aber auch die Unternehmer Chiles sind an einer Ablösung Allendes interessiert, weshalb sie die Aktion Cola (auf Deutsch: Schlange) ins Leben rufen. Die Besitzer von Fuhrunternehmen mit einer Gesamtanzahl von über 73.000 Lastkraftwagen, die etwa 80 Prozent der Güter in Chile transportieren, treten in den Streik. Dadurch können die Geschäfte und sonstige Kunden nicht mehr beliefert werden, was zu einer künstlichen Verknappung aller Produkte im Land führt. Die deshalb entstehenden Schlangen vor den Geschäften sollen zur Unzufriedenheit mit der jetzigen Regierung führen, was sich in der sogenannten „Kochtopfdemonstration“ ausdrückt, bei der die reichen und wohlhabenden Frauen fordernd auf Kochtöpfe schlagen. Doch nicht nur der Streik der Transportunternehmen soll Unruhe in die Bevölkerung bringen, auch werden viele lebenswichtige Güter und Lebensmittel gehortet und versteckt, selbst um den Preis ihrer Vernichtung. 
Eine Gruppe „Freiwilliger des Vaterlandes“ bemüht sich die Folgen des Streiks durch unbezahlte Einsätze möglichst gering zu halten. Sie wissen aber auch, dass ihr Tun sehr gefährlich ist, denn sie mussten schon viele Genossen und Freunde, die durch Rollkommandos der Reaktion getötet wurden, zu Grabe tragen. Auch die ehrenamtlichen Inspektoren, die den Schwarzmarkt aufdecken sollen, können sich ihres Lebens nicht sicher sein, wenn sie sich auf eine Bestechung nicht einlassen. Es ist jedoch zum Brauch geworden, dass die versteckten Waren bei ihrer Entdeckung durch den verantwortlichen Händler zum regulären Preis verkauft werden müssen.
Am Abend des 4. März 1973 endet die Auszählung der Wahlstimmen mit einer Überraschung. Die Unidad Popular hat nicht nur ihren Stimmenanteil von 36,3 Prozent des Jahres 1970 gehalten, sondern sogar auf 43,4 Prozent erhöht. Der Putsch durch die Wahlzettel ist missglückt. Die Millionen US-Dollar aus den USA haben ihr Ziel verfehlt. Die Reaktion befürchtet nun, dass sich dieser Stimmenanteil bei der nächsten Präsidentenwahl noch weiter erhöhen wird, weshalb noch am Wahlabend die Maske und der Ruf nach Demokratie fallengelassen wird. Die USA investierte allein 1973 etwa 15 Millionen US-Dollar in das chilenische Militär, die sich jetzt auszahlen müssen. Der abtrünnige General Augusto Pinochet übernimmt im September 1973 das Kommando in Chile und behauptet, dass niemand, auch nicht die Vereinigten Staaten, davon wusste. Das Ende der marxistischen Regierung bedeutet auch das Ende der Demokratie in dem Land. Die nun regierende Militärdiktatur in Chile war nicht das Ziel der CIA, ist aber nur das kleinere Übel. 
Letzte Aufnahmen des Filmteams stammen aus dem Jahr 1975. Die Oligarchie des Landes ist zu ihrem Alltag zurückgekehrt. Durch das Militär wurden ihre Ruhe und Ordnung wieder hergestellt. Eine Rückkehr zur parlamentarischen Demokratie ist für die jetzigen Führungskräfte des Landes völlig ausgeschlossen.

## Produktion und Veröffentlichung
Der Film entstand unter zahlreichen Verwendungen von Zitaten über die CIA aus International Herald Tribune und Time.
Der Film wurde am 4. März 1975 zum ersten Mal im 1. Programm des Fernsehens der DDR ausgestrahlt. Der Start in den Kinos der DDR erfolgte am 24. März 1977.

## Kritik
Für das Lexikon des internationalen Films handelt es sich hier um einen der herausragenden, auch international erfolgreichsten Filme des Studios H&S.